# Concours littéraire Critère
Le Concours littéraire Critère est un prix littéraire québécois annuel. Il fut créé en avec l'objectif de repérer et de promouvoir les jeunes auteurs de talent ainsi que de les accompagner dans un projet d'édition et de publication. 
Originallement fondé en 1976 par la revue Critère et géré par les collèges Ahuntsic et François-Xavier-Garneau, il est maintenant organisé et coordonné par le Cégep Garneau, en association avec Réseau intercollégial des activités socioculturelles du Québec (RIASQ),. Le concours a eu divers partenaires au cours de sa vie, dont le Ministère de l'Enseignement supérieur et le Musée de la civilisation,. 
Chaque édition annuelle est centrée sur un thème mais tous les genres littéraires sont acceptés. Le texte soumis doit être une création originale, rédigée spécifiquement pour le concours. Le concours est ouvert à tous les étudiants du Québec de niveau collégial. Ceux-ci doivent être encadrés dans leur projet de rédaction par une professeure ou un professeur du département de français de leur école. Les textes sont évalués et commentés par un jury composé d'écrivains et d'enseignants en littérature.
Le concours prime huit textes par année et couronne un lauréat principal. Les lauréats se partagent une bourse majorée à 6000$ pour l'édition 2024-2025(entre 500 $ et 1 000 $ chacun). Au cours des années, les gagnants ont aussi été récompensés par une diversité de prix dont des voyages d'études en France. Le nombre de gagnants a également évolué; jusqu'aux années 1990, le concour sélectionnaient jusqu'à 20 lauréats. Les textes des lauréats sont publiés en ligne ainsi que dans un ouvrage illustré qui est distribué dans certaines bibliothèques collégiales et publiques en plus d'être disponible à l'achat.

## Lauréats
| Année     | Thèmes                                  | Lauréats                                         | Oeuvres                                     |
| --------- | --------------------------------------- | ------------------------------------------------ | ------------------------------------------- |
| 1976-1977 | Les pays du Québec                      |                                                  |                                             |
| 1977-1978 | Le pouvoir local et régional            |                                                  |                                             |
| 1978-1979 | Le monde du travail                     |                                                  |                                             |
| 1979-1980 | Le monde et nous                        |                                                  |                                             |
| 1980-1981 | Les jeunes et la religion               |                                                  |                                             |
| 1981-1982 | La science-fiction                      |                                                  |                                             |
| 1982-1983 |                                         |                                                  |                                             |
| 1983-1984 | La nature                               |                                                  |                                             |
| 1984-1985 | L'amour                                 |                                                  |                                             |
| 1985-1986 |                                         |                                                  |                                             |
| 1986-1987 | La paix                                 |                                                  |                                             |
| 1987-1988 | Le Québec et son ouverture sur le monde |                                                  |                                             |
| 1988-1989 | La famille                              |                                                  |                                             |
| 1989-1990 | La communication                        |                                                  |                                             |
| 1990-1991 | Le jeu                                  | Catherine Lalonde                                |                                             |
| 1991-1992 | Le chef d'oeuvre                        | Corinne Larochelle                               |                                             |
| 1992-1993 | L'étranger                              | Julie Martineau                                  |                                             |
| 1993-1994 | Le corps                                | Mélanie Cossette-Gagnon                          |                                             |
| 1994-1995 | Masques                                 | Marie-Josée DeBlois(?)                           |                                             |
| 1995-1996 | Le bonheur                              | Fanny-Iseult Britt                               |                                             |
| 1996-1997 | Peurs                                   |                                                  |                                             |
| 1997-1998 | Évasion                                 | José Lord                                        |                                             |
| 1998-1999 | Enfance                                 | Yan Giroux                                       |                                             |
| 1999-2000 | Désert                                  | Christine Douville ou Étienne Lafrenière-Lemieux |                                             |
| 2000-2001 | Passion                                 | Jean-Philippe Lehoux                             |                                             |
| 2001-2002 | Mémoire                                 | Julie Stéphanie Normandin                        |                                             |
| 2002-2003 | L'autre                                 | Geneviève Boudreau                               |                                             |
| 2003-2004 | Exil                                    |                                                  |                                             |
| 2004-2005 | Le crime paie                           | Katia Belkhodja                                  |                                             |
| 2005-2006 | Carnet de voyage                        | Simon Boulerice                                  |                                             |
| 2006-2007 | La nuit                                 | Laurence Olivier                                 |                                             |
| 2007-2008 | La haine                                | David Bélanger                                   |                                             |
| 2008-2009 | L'autorité                              | Oriane Leperlier                                 |                                             |
| 2009-2010 | La fuite                                | Antoine Morin-Coulombe                           |                                             |
| 2010-2011 | Le péché                                | Mireille Fournier                                |                                             |
| 2011-2012 | L'utopie                                | Nicolas Dubé-Le Corff                            |                                             |
| 2012-2013 | La route                                | Anis Azzoug                                      |                                             |
| 2013-2014 | La solitude                             | Anne Fréchette                                   |                                             |
| 2014-2015 | Métamorphose(s)                         | Véronique Migué                                  |                                             |
| 2015-2016 | Le sacrifice                            | Thomas Dufour                                    | Jamais vu                                   |
| 2016-2017 | Carpe diem / Yolo                       | Évelyne Ménard                                   | Pourvu que ta peau ne se fissure pas        |
| 2017-2018 | L'empreinte                             | Mélissa Gasse Bilodeau, Sarah-Maude              | Diluée                                      |
| 2018-2019 | La fraternité                           | Bérénice Dubois                                  | Contrée à la terre rouge                    |
| 2019-2020 | Le corps                                | Danaé Charbonneau                                | Araignée                                    |
| 2020-2021 | Non remis                               | Non remis                                        | Non remis                                   |
| 2021-2022 | La cicatrice                            | Camille Racicot                                  | Sous-bois                                   |
| 2022-2023 | L'escalier                              | Anna Bendavid                                    | Relativité                                  |
| 2023-2024 | Éclipse                                 | Benjamin Martel                                  | Éternelle rotation de l'horloge défaillante |
| 2024-2025 | La forêt                                | Laurence Drouin                                  | Viridis                                     |